# Punta Arenas
Punta Arenas là thành phố ở phía nam Chile, thủ phủ của vùng Magallanes y La Antárctica Chilena. Thành phố Punta Arenas có diện tích  km², dân số người. Punta Arenas nằm ở bên eo biển Magellan, là một trong những thành phố cực nam của thể giới. Đây là một trung tâm thương mại quan trọng của Chle. Punta Arenas cũng là trung tâm ngành dầu khí ở quần đảo Tierra del Fuego gần đó. Punta Arenas đã được thành lập năm 1849 để củng cố tuyên bố chủ quyền của Chile đối với eo biển Magellan. Thành phố này từng là một nơi cung cấp nhiên liệu cho tàu bè trước khi có kênh đào Panama. Năm 1927, nó được đổi tên thành Magallanes, nhưng tên ban đầu đã được phục hồi năm 1938. 
|  |

## Khí hậu
| Dữ liệu khí hậu của Punta Arenas, Chile (1970–2000) | Dữ liệu khí hậu của Punta Arenas, Chile (1970–2000) | Dữ liệu khí hậu của Punta Arenas, Chile (1970–2000) | Dữ liệu khí hậu của Punta Arenas, Chile (1970–2000) | Dữ liệu khí hậu của Punta Arenas, Chile (1970–2000) | Dữ liệu khí hậu của Punta Arenas, Chile (1970–2000) | Dữ liệu khí hậu của Punta Arenas, Chile (1970–2000) | Dữ liệu khí hậu của Punta Arenas, Chile (1970–2000) | Dữ liệu khí hậu của Punta Arenas, Chile (1970–2000) | Dữ liệu khí hậu của Punta Arenas, Chile (1970–2000) | Dữ liệu khí hậu của Punta Arenas, Chile (1970–2000) | Dữ liệu khí hậu của Punta Arenas, Chile (1970–2000) | Dữ liệu khí hậu của Punta Arenas, Chile (1970–2000) | Dữ liệu khí hậu của Punta Arenas, Chile (1970–2000) |
| Tháng                                               | 1                                                   | 2                                                   | 3                                                   | 4                                                   | 5                                                   | 6                                                   | 7                                                   | 8                                                   | 9                                                   | 10                                                  | 11                                                  | 12                                                  | Năm                                                 |
| --------------------------------------------------- | --------------------------------------------------- | --------------------------------------------------- | --------------------------------------------------- | --------------------------------------------------- | --------------------------------------------------- | --------------------------------------------------- | --------------------------------------------------- | --------------------------------------------------- | --------------------------------------------------- | --------------------------------------------------- | --------------------------------------------------- | --------------------------------------------------- | --------------------------------------------------- |
| Cao kỉ lục °C (°F)                                  | 26.2 (79.2)                                         | 25.4 (77.7)                                         | 24.5 (76.1)                                         | 19.2 (66.6)                                         | 24.0 (75.2)                                         | 20.0 (68.0)                                         | 21.2 (70.2)                                         | 23.2 (73.8)                                         | 19.0 (66.2)                                         | 21.2 (70.2)                                         | 24.4 (75.9)                                         | 25.9 (78.6)                                         | 26.2 (79.2)                                         |
| Trung bình ngày tối đa °C (°F)                      | 14.3 (57.7)                                         | 14.0 (57.2)                                         | 12.3 (54.1)                                         | 9.7 (49.5)                                          | 6.5 (43.7)                                          | 4.1 (39.4)                                          | 3.7 (38.7)                                          | 5.2 (41.4)                                          | 7.7 (45.9)                                          | 10.2 (50.4)                                         | 12.2 (54.0)                                         | 13.5 (56.3)                                         | 9.4 (48.9)                                          |
| Trung bình ngày °C (°F)                             | 10.5 (50.9)                                         | 10.2 (50.4)                                         | 8.7 (47.7)                                          | 6.5 (43.7)                                          | 3.8 (38.8)                                          | 1.7 (35.1)                                          | 1.3 (34.3)                                          | 2.4 (36.3)                                          | 4.3 (39.7)                                          | 6.5 (43.7)                                          | 8.4 (47.1)                                          | 9.7 (49.5)                                          | 6.1 (43.0)                                          |
| Tối thiểu trung bình ngày °C (°F)                   | 6.8 (44.2)                                          | 6.6 (43.9)                                          | 5.2 (41.4)                                          | 3.4 (38.1)                                          | 1.2 (34.2)                                          | −0.9 (30.4)                                         | −1.1 (30.0)                                         | −0.1 (31.8)                                         | 1.2 (34.2)                                          | 3.0 (37.4)                                          | 4.7 (40.5)                                          | 6.0 (42.8)                                          | 3.0 (37.4)                                          |
| Thấp kỉ lục °C (°F)                                 | −1.5 (29.3)                                         | −0.4 (31.3)                                         | −4.0 (24.8)                                         | −13.0 (8.6)                                         | −14.0 (6.8)                                         | −11.2 (11.8)                                        | −15.0 (5.0)                                         | −11.6 (11.1)                                        | −9.5 (14.9)                                         | −5.0 (23.0)                                         | −2.5 (27.5)                                         | −1.0 (30.2)                                         | −15.0 (5.0)                                         |
| Lượng Giáng thủy trung bình mm (inches)             | 41.7 (1.64)                                         | 31.2 (1.23)                                         | 38.1 (1.50)                                         | 40.2 (1.58)                                         | 41.2 (1.62)                                         | 27.0 (1.06)                                         | 29.1 (1.15)                                         | 29.8 (1.17)                                         | 26.5 (1.04)                                         | 27.2 (1.07)                                         | 30.0 (1.18)                                         | 33.3 (1.31)                                         | 395.3 (15.55)                                       |
| Số ngày giáng thủy trung bình                       | 15                                                  | 14                                                  | 15                                                  | 14                                                  | 13                                                  | 11                                                  | 11                                                  | 12                                                  | 11                                                  | 10                                                  | 13                                                  | 14                                                  | 153                                                 |
| Độ ẩm tương đối trung bình (%)                      | 72                                                  | 74                                                  | 77                                                  | 82                                                  | 86                                                  | 87                                                  | 86                                                  | 83                                                  | 79                                                  | 75                                                  | 72                                                  | 72                                                  | 79                                                  |
| Số giờ nắng trung bình tháng                        | 232.5                                               | 178.0                                               | 164.3                                               | 117.0                                               | 93.0                                                | 66.0                                                | 83.7                                                | 120.9                                               | 156.0                                               | 213.9                                               | 228.0                                               | 232.5                                               | 1.885,8                                             |
| Số giờ nắng trung bình ngày                         | 7.5                                                 | 6.3                                                 | 5.3                                                 | 3.9                                                 | 3.0                                                 | 2.2                                                 | 2.7                                                 | 3.9                                                 | 5.2                                                 | 6.9                                                 | 7.6                                                 | 7.5                                                 | 5.2                                                 |
| Nguồn 1: Dirección Meteorológica de Chile           |                                                     |                                                     |                                                     |                                                     |                                                     |                                                     |                                                     |                                                     |                                                     |                                                     |                                                     |                                                     |                                                     |
| Nguồn 2: Universidad de Chile (nắng)                |                                                     |                                                     |                                                     |                                                     |                                                     |                                                     |                                                     |                                                     |                                                     |                                                     |                                                     |                                                     |                                                     |

 Tư liệu liên quan tới Punta Arenas tại Wikimedia Commons